# Basculement des eaux
Pour les articles homonymes, voir Basculement.
Le basculement des eaux est un aqueduc souterrain sur l'île de La Réunion, département d'outre-mer français dans l'océan Indien. Le projet débuté en 1980, est constitué d'une série de canalisations qui traversent les cirques de Salazie et de Mafate. Il assure le transfert d'un important volume d'eau du versant oriental du massif du Piton des Neiges à son versant occidental, bien moins arrosé. Il s'agit de permettre la culture de la canne à sucre dans les Hauts de l'Ouest grâce à une irrigation abondante. Le souterrain a été achevé en 2014 après 25 ans de construction.
Cet aqueduc souterrain est un ensemble d'ouvrages remarquable du projet d'irrigation du Littoral Ouest de l'île de La Réunion.

## Fonctionnement
Le basculement des eaux repose sur le captage des eaux de quatre rivières situées dans les cirques de Mafate (rivière des Galets, bras Sainte-Suzanne) et Salazie (rivière du Mât, rivière des Fleurs Jaunes). L'eau est ensuite amenée par des conduites souterraines sur une distance de 30 km percées sous la montagne jusqu'à la côte ouest. La galerie se divise donc en deux principaux tronçons que sont la galerie Salazie amont, qui s'étend de la rivière du Mât à la rivière des Pluies, et la galerie Salazie aval, qui s'étend de la rivière des Pluies au bras Sainte-Suzanne (inaugurée en 2006). Une fois transférée, l'eau est récupérée dans un réservoir d'une capacité de 50 000 m3. Ces eaux sont ensuite destinées à l'irrigation de 7 200 ha de cultures et à l'utilisation humaine, par gravité pour les zones situées à moins de 275 mètres d'altitude, et par système de remontée par pompage pour les zones situées à des altitudes supérieures, et ce jusqu'à 660 mètres.

## Historique

### Généralités
(avril 2016).
Les premières réflexions sur le projet datent de 1980.
- Entre 1989 et 1998, mise en place de la partie transfert de Mafate.
- 1995, mise en chantier du réseau de distribution avec le lancement des travaux sur la première tranche de la conduite principale entre Saint-Paul et La Saline et des antennes 0 et 4.
- 1998, achèvement de la première tranche de la conduite maîtresse reliant Saint-Paul à la Saline.
- 1998 à 2003, creusement de la galerie Salazie aval.
- 1999, mise en service de l'antenne 4.
- 2003 à 2006, travaux de finition de la galerie Salazie aval.
- 1999 à 2011[3], creusement de la galerie Salazie amont[4].

Le chantier s'achève en 2014, soit 25 ans après le début des travaux.

### Cas de la galerie Salazie amont

#### Historique
Du fait d’une géologie difficile et des conditions climatiques à La Réunion (saisons cycloniques : cyclone Dina…) le creusement s’est déroulé en plusieurs phases depuis l’année 2000 :
- Première section faite à l’explosif, avec rencontre de plusieurs venues d’eau, retardant la mise en œuvre du tunnelier.
- Deuxième section creusée au tunnelier. Après avoir rencontré quelques venues d’eau rapidement taries, le tunnelier était bloqué en octobre 2001 par une venue d’eau importante (supérieure à 400 l/s avec une pression de 18 bar) dont le débit ne baissait pas.
- À la suite du blocage du tunnelier, la réalisation d’une galerie de contournement fut nécessaire.
- La poursuite du creusement s'est faite à l’explosif jusqu'au 21 août 2008. Après stabilisation du débit, le creusement avec tunnelier a pu reprendre.

#### Géologie
La partie galerie amont se situe sous la plaine des Fougères appartenant à la partie nord-ouest du Piton des Neiges. Elle est située dans des formations anciennes âgées de plusieurs centaines de milliers d’années. Compte tenu de l’âge des formations et des circulations d’eau, les roches rencontrées sont fréquemment marquées par des processus d’altération et de minéralisation secondaire. Les terrains rencontrés sont des formations volcaniques, principalement des alternances de coulées basaltiques compactes à vacuolaires et des ensembles de brèches de coulées et scories. Ces formations ont un pendage globalement faible, inférieur à 10° et sont parfois recoupées par des intrusions (dykes et sills) qui compartimentent le massif du point de vue hydrogéologique en constituant des barrières étanches.

## Impact sur l’environnement
Dans un rapport publié en janvier 2007, l'Union internationale pour la conservation de la nature a qualifié ce chantier du basculement des eaux de « gigantesque gâchis écologique et financier ».
Pour la réalisation du projet, une piste a été ouverte sur le site de la rivière des Pluies qui est en ZNIEFF de type I, c'est-à-dire que l'on y trouve des espèces animales et végétales rares et protégées. Cette piste recouvre par endroits la végétation originelle, ce qui a pour effet de détruire les espèces protégées. Les autorités responsables du projet ont affirmé qu'après les cinq ans de travaux le site serait remis dans son état initial. En 2004, à la demande du Conseil général de La Réunion, cette piste a été pérennisée jusqu’au 31 décembre 2012, du fait des aléas (rupture de piste, venue d’eau du point métrique 1238) rencontrés lors du percement de la galerie de Salazie amont.
De plus, un tel afflux d'eau douce sur la côte ouest, qui plus est bientôt chargée d'émanations agricoles, pourrait avoir des conséquences néfastes sur la fragile barrière de corail, allant de la perturbation de l'écosystème (efflorescences algales, invasions d'acanthasters telles que Acanthaster planci…) à la mort directe du corail.[réf. nécessaire]